# Edwin Hubbell Chapin
Edwin Hubbell Chapin, ou simplesmente E. H. Chapin, (Union Village, 29 de dezembro de 1814 – Rockport, 26 de dezembro de 1880) foi um pregador, poeta, escritor americano e editor do "Christian Leader".

## Obras
- 1847 - The Crown of Thorns: A Token for the Sorrowing
- 1849 - Duties of Young Women
- 1853 - Moral Aspects of City Life: A Series of Lectures
- 1854 - Humanity in the City
- 1860 - Living Words
- 1872 - Discourses on the Lord's Prayer
- 1877 - Lessons of Faith and Life: Discourses
- 1881 - Gods̓ Requirements and Other Sermons

## Frases
| “ | Nunca a alma humana surge tão forte e nobre como quando renuncia à vingança e ousa perdoar uma ofensa. | ” |

| “ | Toda a ação de nossa vida toca alguma corda que vibrará na eternidade. | ” |

| “ | Moda é a ciência das aparências, e ela inspira um com o desejo de parecer mais do que ser | ” |